# Ракетирање Загреба (1995)
Ракетирање Загреба је догађај који се одиграо 2. и 3. маја 1995. године, када је Војска Републике Српске Крајине у знак одмазде због тешког кршења споразума о прекиду ватре од стране Хрватске војске, те масовног етничког чишћења у Западној Славонији, извела ракетни напад на хрватске војне и цивилне циљеве у граду Загребу.
Према званичним извештајима, које су изнијеле хрватске безбедносне агенције, од последица ракетирања погинуло је 6 особа, а њих 176 је рањено.

## Узрок и последице
Хрватска војска, под командом председника Фрање Туђмана, покренула је 1. маја 1995. године војно-полицијску операцију "Бљесак" на територију Западне Славоније која је била под заштитом Уједињених нација, чиме је грубо прекршила раније потписани споразум о прекиду ватре. За само 36 сати са ове територије је протерано око 18.000 српских цивила, а њих 283 је убијено (или нестало), међу којима је 57 жена и деветоро деце. Након операције, комплетан простор Западне Славоније је у потпуности етнички очишћен од целокупног српског становништва (око 80.000 људи).
Као одговор на ово етничко чишћење, Војска Републике Српске Крајине, под командом председника РСК Милана Мартића је 2. и 3. маја у неколико наврата извела вишеструке ракетне нападе са подручја Кордуна на војне циљеве у Загребу. Ракетирање је извршено из вишецевних лансера навођених ракета типа М-87 Оркан, а кориштени су и пројектили калибра 262 mm. Навођене ракете „Оркан” биле су доста непрецизне и неки циљеви су промашени и за око један километар, те су осим војних мета погађале и цивилне објекте у граду.
Дана 2. маја око 10.30 сати погођен је сам центар Загреба. У 6 експлозија погинуло је 5 особа, а 121 је рањена. Другог дана, бомбардовање је настављено око 12 часова. Тада је погођена Клиника за дечје болести у Клаићевој улици, као и Хрватско народно позориште. Тог дана рањене су 53 особе, највише у Хрватском народном позоришту, а погинуо је и један полицајац који је радио на деактивирању бомбе у дворишту болнице.
За бомбардовање Загреба у Хашком трибуналу је вођен процес, којим је тадашњи председник Републике Српске Крајине Милан Мартић осуђен на рекордних 35 година.
Са друге стране, за злочине у Западној Славонији, а који су били повод овог ракетирања, Хашки суд је првобитно прогласио кривим генерале Хрватске војске Анту Готовину и Младена Маркача и неправоснажно их осудио на 24, односно 18 година затвора, а затим, у другостепеном процесу, исте је ослободио кривице.